# KTM 1290 Super Adventure
Die KTM 1290 Super Adventure [ˈsu:pəʳ ədˈventʃəʳ] ist ein Motorrad des österreichischen Fahrzeugherstellers Pierer Mobility. Die Reiseenduro wurde am 30. September 2014 auf der Intermot in Köln der Presse vorgestellt und wird in Mattighofen endmontiert. Der Hersteller vermarktet das Motorrad als „Luxus-Travel Enduro“.

## Technik

### Antrieb
Ein flüssigkeitsgekühlter Zweizylindermotor mit 1301 cm³ Hubraum treibt das Motorrad an. In modifizierter Form wird der LC8 bereits im Naked Bike KTM 1290 Super Duke R verwendet. Der Zylinderbankwinkel zwischen den zwei Zylindern des V-Motors beträgt 75°. Der Viertaktmotor erzeugt eine Nennleistung von 118 kW (160 PS) bei einer Drehzahl von 8750/min und ein maximales Drehmoment von 141 Nm bei 6750/min. Die vier Ventile je Zylinderkopf werden von zwei obenliegenden, zahnradgetriebenen Nockenwellen über mit amorphem Kohlenstoff (engl. Diamond like Coating (DLC)) beschichtete Schlepphebeln angesteuert. Die zwei Zylinder haben eine Bohrung von 108 mm Durchmesser, die Kolben einen Hub von 71 mm bei einem Verdichtungsverhältnis von 13,1:1. Eine Wasserpumpe versorgt den Motor permanent mit Kühlflüssigkeit, drei Rotorpumpen gewährleisten die Druckumlaufschmierung.
Gegenüber dem Motor der Super Duke wurde die Schwungmasse der Kurbelwelle um zwei Kilogramm erhöht und die Ein- und Auslasskanäle der Zylinderköpfe überarbeitet. Zudem wurde das Motor-Mapping geändert, der Drosselklappendurchmesser auf 52 mm verringert, die Nennleistung von 127 auf 118 kW reduziert und das Drehmoment im mittleren Drehzahlbereich erhöht. Die hydraulisch betätigte Mehrscheiben-Anti-Hopping-Kupplung läuft im Ölbad. Das klauengeschaltete Getriebe hat sechs Gänge, und der Sekundärtrieb arbeitet mit einer X-Ring-Kette. Der Primärtrieb wurde um einen Ruckdämpfer ergänzt und der sechste Gang länger übersetzt.
Das Motorrad beschleunigt in 3,4 Sekunden von 0 auf 100 km/h und erreicht eine Höchstgeschwindigkeit von 260 km/h. Die Bremsanlage verzögert das Motorrad von 100 auf 0 km/h mit durchschnittlich 8,9 m/s². Es kommt aus dieser Geschwindigkeit nach 43,4 Metern zum Stehen.

### Rahmen und Fahrwerk
Der von der KTM 1190 Adventure übernommene Rahmen, ein Gitterrahmen, besteht aus pulverbeschichteten Chrom-Molybdän-Oval-Stahlrohren und wiegt 9,8 kg. Der angeschraubte Heckrahmen besteht aus Vierkantrohren aus Aluminium. Mit flachem Lenkkopfwinkel, langem Radstand und Nachlauf ist die Fahrwerksgeometrie stabil ausgelegt. Das Hinterrad wird von einer Zweiarmschwinge aus Aluminium geführt, das Vorderrad über eine Upside-Down-Teleskopgabel.
Am Vorderrad verzögert eine Doppelscheibenbremse mit 320 mm Durchmesser von Brembo mit Festbremssätteln und schwimmend gelagerten Bremsscheiben, hinten eine Scheibenbremse mit Zweikolben-Festsattel. Das Bremssystem wird von einer dreistufigen Traktionskontrolle (eng. Motorcycle Traction Control, MTC) und einem abschaltbaren, kombinierten Zweikreis-Antiblockiersystem (C-ABS) von Bosch unterstützt.
Die KTM 1290 Super Adventure ist mit einem Motorcycle Stability Control (MSC) ausgestattet, einer elektronischen Stabilitätskontrolle der Robert Bosch GmbH, die sowohl das Antiblockiersystem als auch die Traktionskontrolle regelt. Zudem hat die Super Adventure ein semi-aktives Fahrwerk, welches sich nach einem vorwählbaren Modus selbständig auf veränderte Fahrsituationen einstellt. Deren Suspension Control Unit (SCU) hat Messnehmer an Federwegssensoren und Beschleunigungsmesser an Front und Heck. Die maximale Zuladung beträgt 208 kg, die Zulässige Gesamtmasse 460 kg.

### Elektrisches System
Die Gasgriffbefehle werden elektronisch durch ein elektrisches Ride-by-Wire-System vom Engine Management System (EMS) abhängig von verschiedene Leistungs-Mappings (Street, Sport, Rain, Off-Road) in die entsprechende Drosselklappenstellung umsetzt. Eine Starterbatterie mit einer Kapazität von 11,2 Amperestunden versorgt den elektrischen Anlasser. Die Lichtmaschine erzeugt eine elektrische Leistung von 450 Watt, die außer der Zündanlage und Bordelektronik auch die LED-Scheinwerfer mit Tagfahrlicht, das Rücklicht und den Fahrtrichtungsanzeiger vorsorgt.

### Kraftstoffversorgung
Das Gemisch erzeugt eine elektronisch gesteuerte Kraftstoffeinspritzung. Zwei unterschiedlich große Zündkerzen je Zylinder zünden das Kraftstoffgemisch. Der durchschnittliche Kraftstoffverbrauch beträgt 6,3 l auf 100 km bei einer Geschwindigkeit von 120 km/h. Der bruchsichere Kraftstofftank aus Kunststoff hat ein Volumen von 30 Litern und ermöglicht eine theoretische Reichweite von 476 km auf Landstraße. Der Hersteller empfiehlt die Verwendung von bleifreiem Motorenbenzin mit einer Klopffestigkeit von mindestens 95 Oktan. E-10 Treibstoff kann getankt werden.

### Abgasanlage
Durch den geregelten Katalysator mit Sekundärluftsystem zur Abgasnachbehandlung unterschreitet das Motorrad die Grenzwerte der Abgasnorm Euro-3. Die zwei Abgaskrümmer münden am Heck auf der rechten Fahrzeugseite in einen Endschalldämpfer aus Edelstahl.

## Pendeln
Ralf Schneider kritisiert in der Fachzeitschrift Motorrad eine konzeptionelle Pendelneigung: „Schon bei geringerem Tempo [ist] zu spüren, dass die Super Adventure in Sachen Aerodynamik ein kitzeliges Motorrad ist, das sich von Seitenwindböen oder Windwirbeln vorausfahrender Autos leicht zu einem Rühren in der Lenkung provozieren lässt. Mit leeren Koffern fängt sie jenseits der 200 zu pendeln an und voll bepackt sogar schon bei um die 170 km/h.“ Zudem bemängelt er die Dämpfungssteuerung der Gabel, die auf kleine Bodenwellen nur zögerlich anspricht: „Es verursacht in Kurven mit Bodenwellen ein ständiges leichtes Hüpfen der Frontpartie, das sich bei leichten Fahrern sogar zu richtigem Shimmy steigern kann.“ Alan Klee berichtet in der Zeitschrift Tourenfahrer von einem „sich selbst verstärkenden Aufschaukeln, was je nach Straßen-, Wind- und Belastungsverhältnissen zwischen 160 und 200 km/h auftritt“ und „bis zum unkontrollierten Lenkerschlagen“ führen kann. KTM warnt in der Betriebsanleitung für die Adventure-Baureihen vor „instabilem Fahrverhalten bei hoher Geschwindigkeit“. Der Hersteller hat mit einer Verwendungsbeschränkung die Höchstgeschwindigkeit für Fahrten mit Seitenkoffern auf 150 km/h begrenzt. KTM reagierte auf die kritische Berichterstattung mit Entzug von Werbeaufträgen und Testfahrzeugen.

## Kritiken
„Die wirklich perfekte Reiseenduro ist also auch die KTM 1290 Super Adventure nicht. Aber ganz sicher ist sie diejenige, die den bislang unumstrittenen Anspruch von BMW, in diesem Segment den Ton anzugeben, am konsequentesten angreift, ja sogar in Frage stellt.“

„Ignoriert man die mangelnde Sensibilität und mechanischen Geräusche, die die Gabel zutage fördert, kann man mit der KTM auf der Landstraße einen heißen Reifen fahren. Mit ihrem verwindungssteifen Rahmen und den teils bockig versteiften Federelementen muss die 1290 zwar mit merklichem Kraftaufwand in Schräglage gebracht werden, hält aber bei ihr entgegenkommenden Straßenbedingungen sehr präzise die Spur.“

„Ride Mode, Traction Control, Motor Slip Regulation, Stability Control, Electronic Anti Dive, Anti Squad, Cruise Control, Hill Hold Control, LED Cornering Light, Tire Pressure Control, Demobilizer… auch wenn dieser Vergleich mit dem Mondflug hinkt, so kann man doch mit Sicherheit sagen, dass dem Piloten der neuen KTM 1290 Super Adventure mehr Computerleistung zur Verfügung steht als den Astronauten der Apollo-Missionen. Elektronische und mechatronische Systeme machen moderne Fahrzeuge sicherer und effizienter – aber auch komplexer.“

„KTM verspricht ein Motorrad, über das »der Fahrer die totale Kontrolle« hat. Fakt ist jedoch: Er hockt auf einer Reiserakete und kontrolliert bestenfalls die Kontrolleure, die sich einen Wolf rechnen, um ihn vor sich selbst zu schützen.“